# Archie Goodwin
Archie Goodwin (Kansas City, 8 de setembro de 1937 – Nova Iorque, 1 de março de 1998) foi um escritor, editor e ilustrador estadunidense de quadrinhos. Ele trabalhou em um grande número de tiras de quadrinhos e revistas em quadrinhos e ficou mais conhecido como editor das empresas Warren e Marvel Comics. Para a Warren ele foi chefe de redação e editor de títulos famosos de horror como Creepy e Eerie. Na Marvel ele criou o selo Epic Comics e cuidou da adaptação para os quadrinhos da série cinematográfica Star Wars, tanto em tiras como em revistas em quadrinhos. Geralmente citado como "o mais amado editor dos quadrinhos" por nunca ter se envolvido em conflitos graves com os profissionais com os quais trabalhou.

## Primeiros trabalhos
Archie Goodwin nasceu em Kansas City, Missouri, e morou em muitas cidades pequenas tanto no Kansas como no Missouri, incluindo Coffeyville. Mas ele considerava  Tulsa, Oklahoma — onde passou dez anos na Escola Secundária Will Rogers e nas lojas de revistas usadas procurando pelos exemplares da EC Comics — como a sua verdadeira cidade-natal.
Ele se mudou para Nova Iorque e entrou para a Escola de Artes Visuais, encontrando trabalho como ilustrador e desenhando cartuns para revistas. Seu começo de carreira com os quadrinhos foi como redator e ocasionalmente assistente de arte freelance  de Leonard Starr que trabalhava nas tiras para jornais da série Mary Perkins, On Stage. O primeiro trabalho editorial foi na revista Redbook até ir para o serviço militar no Exército.

### Warren
Em 1962, ele foi para a Harvey Comics e em dois anos se tornaria o principal redator da revista Creepy da Warren Publishing. De acordo com o editor de Batman Mark Chiarello, nesse trabalho ele foi influenciado pelos seus quadrinhos favoritos da juventude, publicados pela EC Comics. Ele apareceu como co-editor nos créditos (ao lado de Russ Jones) e depois editor das revistas Creepy, Eerie e Blazing Combat. Ele ficou na Warren de 1964 até 1967, como principal redator e Editor-Chefe. Criou toda a mitologia dos quadrinhos clássicos de Vampirella, além de desenhá-las em muitas histórias. (detalhes adicionais podem ser encontrados na obra de Jon B. Cooke The Warren Companion.)
Após deixar a Warren em 1967, Goodwin ainda contribuiria com histórias ocasionais nos quinze anos seguintes e voltaria por um curto período como editor, em 1974.
De 1967 a 1980, Goodwin escreveu para o King Features Syndicate, incluindo as tiras diárias do Agente Secreto X-9, desenhado por Al Williamson. Outra tira foi Captain Kate. Mesmo com esse trabalho para os jornais, Goodwin se tornaria escritor e editor da Marvel Comics, trabalhando em vários títulos tais como Quarteto Fantástico e Homem de Ferro. Substituiu rapidamente Julius Schwartz como editor da revista Detective Comics da DC Comics entre 1973 e 1974 e escreveu a premiada série "Manhunter" (Caçador Paul Kirk).

### Marvel

#### Star Wars
Em 1976, Goodwin substituiu Gerry Conway como Editor-Chefe da Marvel Comics, com o compromisso de ficar interinamente. Ele saiu em 1978 e foi substituído por Jim Shooter. Como Editor-Chefe ele assegurou para a Marvel os direitos da publicação da adaptação de Star Wars, que alcançaram grandes vendas, numa época em que a indústria dos quadrinhos encontrava-se em declínio. Star Wars se tornou o trabalho pelo qual ele é mais lembrado pelos leitores. Ele adaptou o filme original e continuou a história até o O retorno de Jedi, com aventuras nas revistas em quadrinhos e nas tiras diárias. Nas tiras, Goodwin usou o pseudônimo de R.S. Helm e Russ Helm. Outras adaptações de filmes para quadrinhos foram Alien, Blade Runner e Close Encounters of the Third Kind. Alguns, inclusive Jim Shooter, atribuiram a sobrevivência da Marvel à Goodwin (e Roy Thomas') que se esforçaram para assegurar esses direitos para a editora.

#### Epic
Com a concorrência da versão americana da Métal Hurlant chamada Heavy Metal, o Editor-Chefe Jim Shooter foi forçado a produzir uma revista alternativa, que se chamou Epic Illustrated. Inicialmente o editor foi Rick Marshall, mas Shooter chamou Stan Lee para a seguinte conversa:
"Eu falei "Stan, existe um cara que pode tocar esse trabalho. Eu não sei se podemos contratá-lo". Ele disse: "Quem é?" "Archie Goodwin. A razão de eu achar que não podemos ir atrás dele é que ele foi meu chefe antes e não sei como ele se sentiria em voltar, comigo sendo o chefe agora".
Goodwin ainda trabalhava na época como redator da Marvel e Shooter o chamou dizendo-lhe que ele se reportaria a Stan. De fato, "Eu fiz todas as planilhas e os orçamentos," mas Goodwin foi iludido ao pensar que não estava trabalhando para seu sucessor, continuou Shooter.
Adicionalmente ao trabalho de primeiro criador da Epic Illustrated, Goodwin começou as séries da Graphic Novel da Marvel, dando a um grande número de artistas e escritores da editora a chance de trabalharem com material "adulto". Walt Simonson que desenhou Star Slammers e Jim Starlin que criou Dreadstar, foram dois dos primeiros criadores no estilo graphic novels de super-heróis.
Shooter se aproximou então de Goodwin para criarem o selo Epic Comics.
Goodwin foi o responsável pela primeira tradução para o inglês do manga Akira de Katsuhiro Otomo e foi pioneiro das primeiras publicações em inglês do trabalho de Jean Giraud (mais conhecido como Moebius). Shooter também lembra do papel de Goddwin no Novo Universo:
| “ | "as revistas do Novo Universo tiveram o trabalho voluntário de editores assistentes. Praticamente todas as revistas da linha foram feitas por mim, Archie Goodwin e os assistentes. Gratuitamente. Nós não tinhamos muito dinheiro. | ” |

### DC
Goodwin já havia trabalhado brevemente para a DC nos anos de 1970, editando os quadrinhos de guerra da G.I. Combat e Star-Spangled War Stories. Em 1989 ele retornaria como editor e escritor. Ele escreveu a graphic novel Batman: Night Cries ilustrada por Scott Hampton e publicada em 1992. Durante os anos seguintes, Goodwin editou vários projetos para o Batman, incluindo as miniséries Elseworlds, Batman: Thrillkiller e co-escrito com Alan Grant e ilustrado por Kevin O'Neill a paródia Batman: Mitefall, alusão a saga Knightfall.
Projetos editoriais importantes foram Starman, escrito por James Robinson de 1994 e Batman: The Long Halloween de Tim Sale e Jeph Loeb. Goodwin também ajudaria em muitas revistas fora da continuidade de Batman, como Batman: Legends of the Dark Knight e a série Azraell.
Goodwin, e particularmente seu trabalho em Creepy, foi citado pelo editor Mark Chiarello (que considera Goodwin seu mentor) como a base para a criação da série Batman: Black & White, com Goodwin desenhando algumas histórias.

## Últimos dias
Goodwin morreu inesperadamente em 1998 com poucas pessoas a par da sua batalha contra o  câncer. Goodwin foi homenageado com um tributo especial na revista Comic Book Profiles;

## Prêmios
Archie Goodwin foi reconhecido por seu trabalho com vários prêmios: venceu o Prêmio Shazam de  1973 e 1974 como melhor escritor dramático (pela série Manhunter na revista Detective Comics #437 - 443). Adicionalmente venceu o prêmio Shazam pelas melhores histórias ("The Himalayan Incident" em Detective Comics #437, "Cathedral Perilous" em Detective Comics #441 e "Götterdämmerung" em Detective Comics #443, todas em parceria com Walt Simonson e que foram episódios de Manhunter. Paul Kirk, o Caçador (Manhunter) até então era um obscuro herói da Era de Ouro.
Em 1992 ele venceu o Prêmio Eisner e foi indicado melhor editor pelo mesmo prêmio em 1993. Em 1998 ele entrou para o Eisner Hall of Fame.

## Menções na mídia
Em The New Batman Adventures, o primeiro spinoff de Batman: The Animated Series—Goodwin aparece como Mr. Nice, um super-forte mas infantil super-vilão. Ele é um dos que compuseram o trio de super-vilões incompetentes. Os outros são o Mastermind (caricatura de Mike Carlin) e o The Perfessor (caricatura de Dennis O'Neil).
Nas revistas Star Wars, foi incluída a palavra alienígena "Niwdoog Eihcra", nome de Archie Goddwin escrito ao contrário.
A DC Comics homenageou Archie Goodwin dando o seu nome ao "Aeroporto Internacional de Gotham City", conforme é mostrado no mapa de Gotham publicado ao final da saga "Terra de Ninguém".